# 제1차 스코틀랜드 독립 전쟁
제1차 스코틀랜드 독립 전쟁(the First War of Scottish Independence)은 잉글랜드가 1296년 스코틀랜드를 침략했을 때부터, 1328년 에든버러-노샘프턴 조약으로 스코틀랜드의 독립이 형식적으로 보장되었을 때까지 지속된 전쟁으로, 잉글랜드가 스코틀랜드를 자국 권력하에 편입시키려 한 데 대하여 스코트인들이 저항한 것이 전쟁의 내용이다. 실질적인 독립은 1314년 배넉번 전투에서 스코틀랜드가 승리했을 때 이미 쟁취되었다. 

## 같이 보기
- 스코틀랜드 독립 전쟁